# فیلتر شنی آهسته

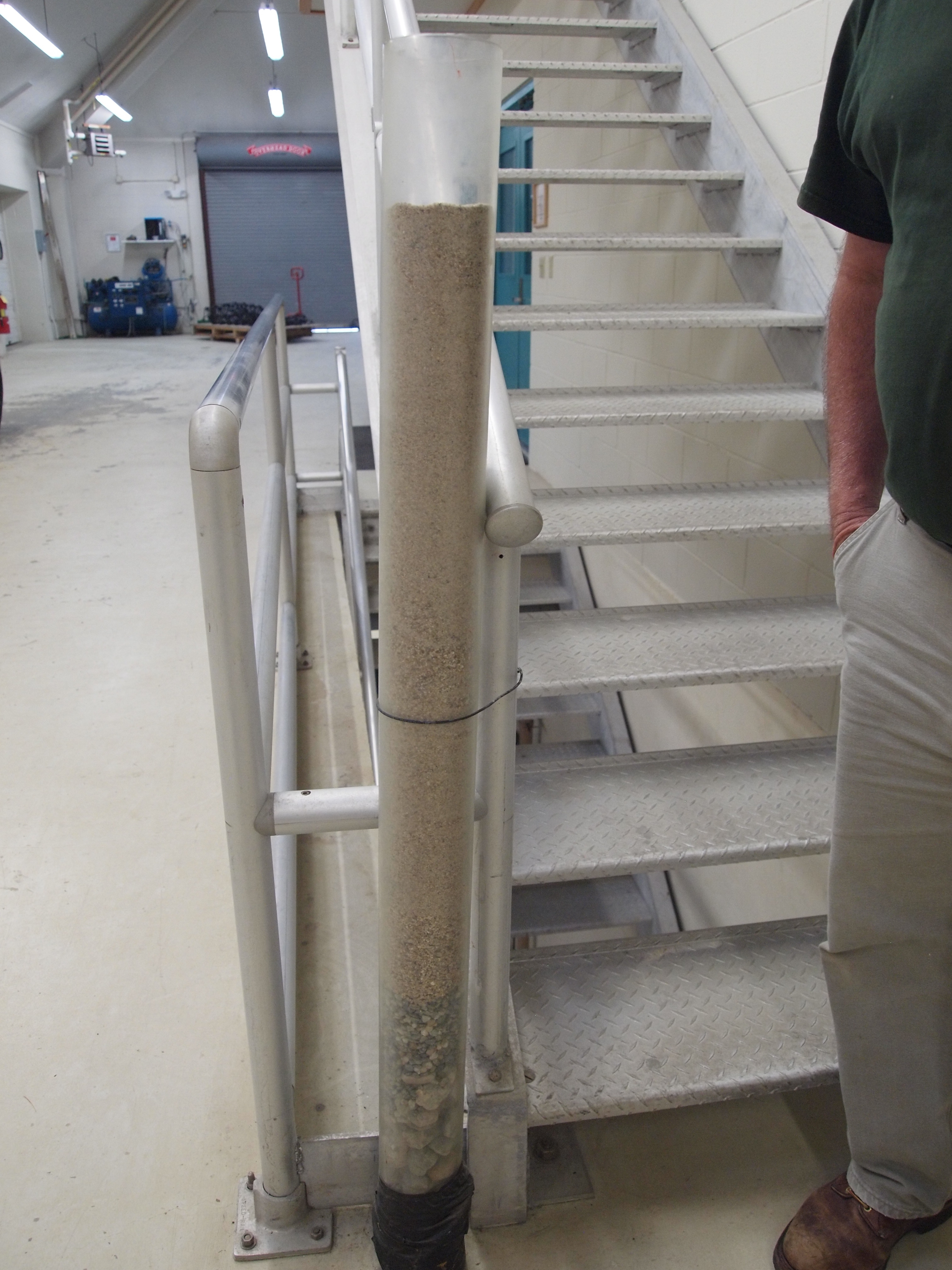
پروفیلی از شن و ماسه که به عنوان بخشی از فیلتر شنی آهسته استفاده می شود، در یک لوله شفاف متصل به راه پله در کارخانه تصفیه آب.

فیلتر شنی آهسته (انگلیسی: Slow sand filter) نوعی فرایند تصفیهٔ آب است که در آن آب از میان بستری شنی با خصوصیات مشخص به سمت پایین پرانشت می‌کند و در خلال آن بر اثر فرایندهای فیزیکی و شیمیایی و زیستی خالص‌تر می‌شود. از فیلترهای شنی آهسته برای تصفیه آب و تولید آب قابل شرب استفاده می شود. این فیلترها عموماً 1 تا 2 متر عمق دارند ، و می توانند از نوع مقطع مستطیل یا استوانه‌ای باشند و در درجه اول برای تصفیه آب‌های سطحی استفاده می شوند. طول و عرض مخازن با توجه به میزان دبی مورد نظر فیلترها تعیین می شود ، که معمولاً دارای سرعت بارگیری 200 تا 400 لیتر در ساعت بر متر مربع (یا 0.2 تا 0.4 متر مکعب در متر مربع در ساعت) هستند.

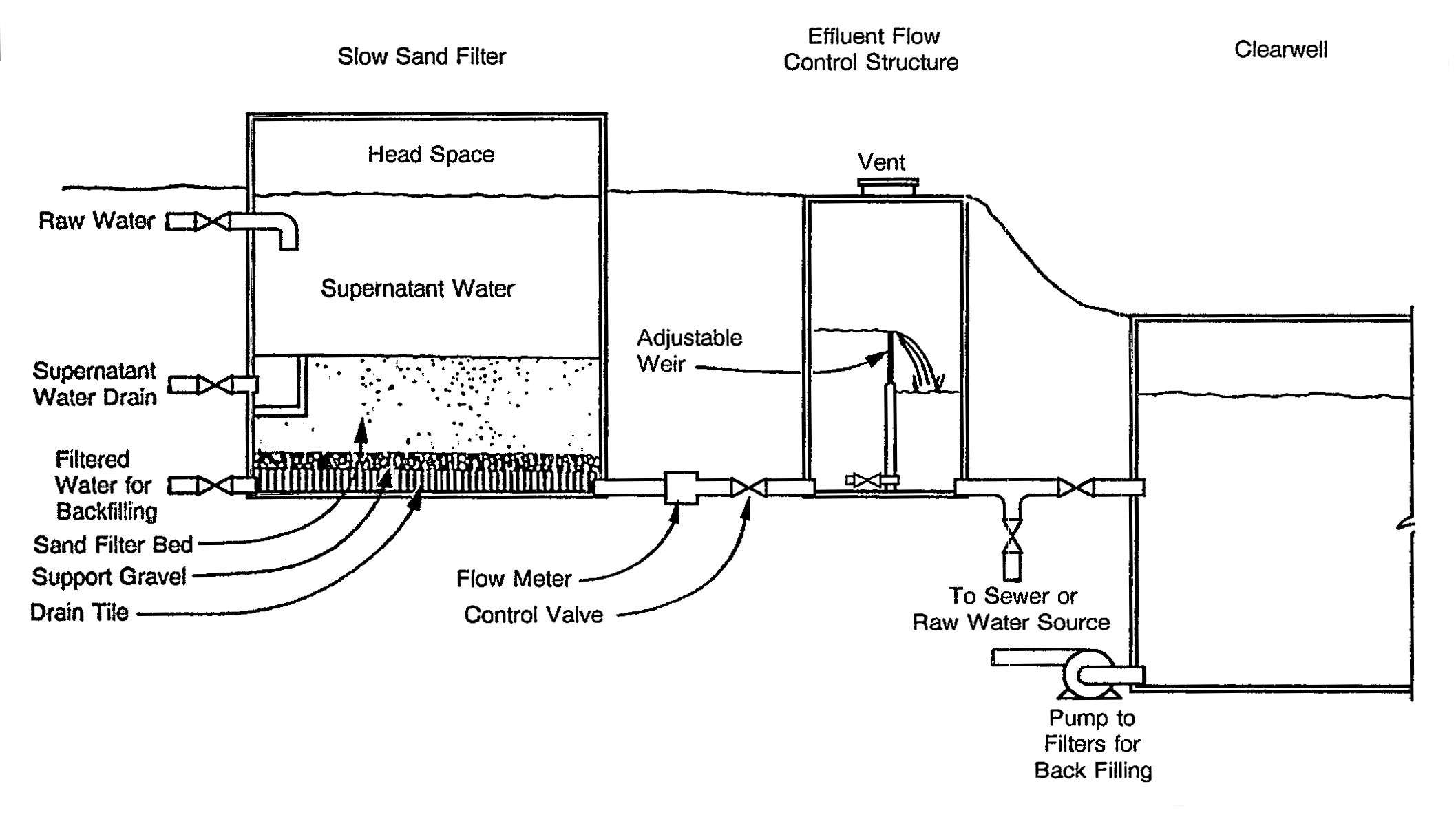
نمودار فیلتر شن آهسته‌ محفظه‌ای برای تصفیه آب.

فیلترهای شنی آهسته با فیلترهای دیگر که برای تصفیه آب آشامیدنی استفاده می شوند تفاوت دارند، چرا که این فیلترها با استفاده از یک فیلم بیولوژیکی پیچیده، که به طور طبیعی روی سطح شن رشد می کند، کار می کنند. شن و ماسه هیچ عملکرد تصفیه‌ای را انجام نمی دهد ، بلکه فقط به عنوان یک بستر عمل می کند ، برخلاف نمونه‌های دیگر که در آنها از تصفیه UV و تحت فشار استفاده می‌شود. اگرچه این فیلترها به دلیل نیاز کم به انرژی و عملکرد قوی اغلب در بسیاری از کشورهای در حال توسعه فناوری ارجح هستند ، اما در برخی از کشورهای پیشرفته مانند انگلستان (برای تصفیه آب لندن) نیز از آنها استفاده می‌شود. هم اکنون استفاده از فیلترهای شنی آهسته برای کنترل پاتوژن محلول‌های غذایی در سیستم های هیدروپونیک در حال آزمایش است.

## کاربرد
از این روش تصفیه آب، در استخرها و مجموعه های آبی، به منظور تصفیه فیزیکی آب استفاده می شود. برای این کار از دستگاهی به نام فیلتر شنی (Sand filter) استفاده می گردد که آب استخر را به روش فیلتر شنی کند، به صورت فیزیکی، تصفیه می کند.